# Steve Heffernan
Steve Heffernan (ur. 22 października 1952 w Londynie) – brytyjski kolarz torowy i szosowy, brązowy medalista torowych mistrzostw świata.

## Kariera
Pierwszy sukces w karierze Steve Heffernan osiągnął w 1974 roku, kiedy zdobył złoty medal w wyścigu na 10 mil podczas igrzysk Brytyjskiej Wspólnoty Narodów w Christchurch. Na rozgrywanych trzy lata później torowych mistrzostwach świata w San Cristóbal w 1977 roku Brytyjczyk zdobył brązowy medal w indywidualnym wyścigu na dochodzenie zawodowców. W zawodach tych wyprzedzili go jedynie Gregor Braun z RFN i Knut Knudsen z Norwegii. Heffernan startował także w wyścigach szosowych, wygrywając między innymi wyścig Lincoln International GP w 1974 roku oraz kryterium Londyn-Hyde Park w 1977 roku. Nigdy nie wystartował na igrzyskach olimpijskich.